# Isla Ishigaki
Ishigaki (en japonés: 石垣島 Ishigaki-jima; en yaeyama y okinawense: Ishigachi) es una pequeña isla de Japón localizada al oeste de las islas Okinawa,  la segunda isla más grande del grupo de las islas Yaeyama. Está dentro de la ciudad de Ishigaki, en la prefectura de Okinawa. La ciudad funciona como el centro de negocios y el transporte del archipiélago. El Aeropuerto de Ishigaki es el más grande de las islas Yaeyama y el más grande de Japón de tercera clase.
La isla Ishigaki, como el resto de las islas de Okinawa, tiene influencias culturales de Japón y China debido a su ubicación entre la China continental y Japón.
La forma de la tierra es principalmente ondulada, las elevaciones más altas se encuentran principalmente en el norte de la isla en el centro y las cabeceras. El Omotodake ((於茂登岳) alcanza los 526 metros, y es la montaña más alta de la prefectura de Okinawa. La isla está atravesada por dos corrientes principales, que son en parte alimentadas por tres embalses.
En los meses de verano las temperaturas diarias son de 35 °C, en invierno alcanzan hasta los 12 °C. Al igual que todas las islas Ryukyu, Ishigaki-jima de mayo a septiembre es a menudo golpeada por tifones.
Un tsunami de gran altura golpeó la isla de Ishigaki en 1771.

## Gastronomía
La isla es conocida por el Paikaji karē que es un tipo de katsu karē, elaborado con ingredientes endémicos de la isla, como la pimienta pipaatsu y la piña isleña.